# Közrendbe vagy közerkölcsbe ütköző megjelölések
A közrendbe vagy közerkölcsbe ütköző megjelölések gyűjtőfogalomként szolgálnak mindazon megjelölésekre, amelyek egy adott ország vagy országcsoport védjegyjoga szerint védjegyként nem lajstromozhatók senki részére. Ez a tilalom a feltétlen lajstromozást gátló okok egyike, amely egyaránt vonatkozik mind a közrendbe ütköző megjelölésekre, mind a közerkölcsbe ütköző megjelölésekre. Előfordulhat, hogy az adott megjelölés mind a közrendbe, mind a közerkölcsbe ütközik.

## Története
Az ún. közrendi záradék már az 1803. évi francia polgári törvénykönyvben megjelent, amely úgy rendelkezett, hogy magánjogi szerződésekkel nem lehet megváltoztatni sem a közrendet (ordre public), sem a "jóerkölcsöt" (bonnes moeurs). Ennek megfelelő rendelkezés mind a korábbi, mind a hatályos magyar Polgári törvénykönyvben is található, mint semmisségi ok.
A 19. század végétől megjelent különböző nemzeti védjegytörvények is tartalmazták ezt a tilalmat. Az iparjogvédelem átfogó nemzetközi egyezménye, a Párizsi Uniós Egyezmény is tartalmaz a védjegyoltalomból kizárt megjelölések körében is utalást a közrendi záradékra.
A közrend fogalma a védjegytörvény e rendelkezésének alkalmazásában a francia ordre public, illetve az angol 'public policy fogalmával azonos jelentésű: a közrend a jogrendszer alapvető intézményeit és elveit foglalja magában.

## A magyar védjegyjogban

### A korábbi törvényekben
A közrendi záradék már legelső, 1890-es védjegytörvényünkben is megjelent.
Az 1997. július 1-ig hatályos 1969. évi IX. törvény a feltételen lajstromozást gátló okok közé sorolta az olyan megjelölést, amelynek használata jogszabályba vagy társadalmilag elfogadott erkölcsi szabályba ütköznék. Az ilyen megjelölés tehát nem részesülhetett védjegyoltalomban.

### A hatályos magyar védjegytörvényben
A hatályos magyar védjegytörvény kimondja a közrendbe vagy közerkölcsbe ütköző megjelölések védjegyként való lajstromozásának tilalmát, a feltétlen kizáró okok körében. Ezek szerint a megjelölés nem részesülhet védjegyoltalomban, ha a közrendbe vagy a közerkölcsbe ütközik.

### Magyar joggyakorlat
A Fővárosi Ítélőtábla egy ítéletében (a DE PUTA MADRE-ügyben) rámutatott, hogy a jogi értelemben vett közrendbe vagy közerkölcsbe ütközés tagállamonként más és más lehet.
A közrendbe ütköző megjelölések közé tartoznak az önkényuralmi jelképet tartalmazó megjelölések. E jelképek védjegyjogi megítélésnél figyelembe veszik hogy több ilyen jelkép pl. a vörös csillag, a nyilaskereszt vagy a szvasztika olyan szimbólumok, amelyek ugyan az emberiség különböző kultúrköreiben régóta használatosak, azonban ezek bizonyos 20. századi önkényuralmi politikai rendszerekkel közvetlen összefüggésbe hozhatók.

Az SZTNH módszertani útmutatója szerint 

„Az önkényuralmi jelképek használatának tilalmáról szóló szabály következetes alkalmazása mellett is oltalomképesnek bizonyultak a „STELLA ARTOIS N.A” színes ábrás védjegyek is. A védjegyek a szóelem felett üres kialakításban vörös csillagot tartalmaznak védjegyelemként. A bejelentések érdemi vizsgálatánál megállapítást nyert, hogy a vörös csillag ebben az ábrázolásban nem minősül önkényuralmi jelkép szerinti használatnak, mivel az ábra dominánsnak nem
tekinthető része egyáltalán nem mutat kapcsolatot az önkényuralmi jelképpel azonosított eszmével. A Hivatal a megjelölések oltalomképességét az árujegyzékre – 32. áruosztály – tekintettel vizsgálta. Ennek során megállapította, hogy az árujegyzékben szereplő italok, üdítőitalok csomagolásán szereplő címke – amelyen alig észrevehető helyen egy ötágú vörös csillag kerül feltüntetésre – esetében nem áll fenn annak a veszélye, hogy ezt a fogyasztók önkényuralmi jelképnek tekintenék. (181248 és 178690)”

### A magyar büntetőjogban
A Büntető Törvénykönyvről szóló 2012. évi C. törvény (Btk.) 335. §-a szerint, "aki horogkeresztet, SS-jelvényt, nyilaskeresztet, sarló-kalapácsot, ötágú vöröscsillagot vagy ezeket ábrázoló jelképet a köznyugalom megzavarására alkalmas – különösen az önkényuralmi rendszerek áldozatainak emberi méltóságát vagy kegyeleti jogát sértő – módon a) terjeszt, b) nagy nyilvánosság előtt használ, vagy c) közszemlére tesz, ha súlyosabb bűncselekmény nem valósul meg, vétség miatt elzárással büntetendő."

## Az európai uniós védjegyjogban
Az európai uniós védjegyrendelet szerint a megjelölés nem részesülhet védjegyoltalomban, ha a közrendbe vagy a közerkölcsbe ütközik. Ezek az okok az európai uniós jog szerint is a feltétlen kizáró okok közé tartoznak, ezért a hivatalból indított vizsgálat ezekre minden védjegybejelentés esetén kiterjed.